# Trójkątny Stół
Trójkątny Stół – obrady węgierskiego trójkątnego stołu, które rozpoczęły się 13 czerwca 1989.
Jego decyzje były bardzo podobne do tych w Polsce. Umowę podpisano 18 września tego samego roku. Przewidywała poprawki do konstytucji, przeprowadzenie całkowicie wolnych wyborów oraz wybór prezydenta przez parlament. Ostatnia decyzja została szybko złamana przez opozycję i wskutek ogólnonarodowego referendum ostatecznie zadecydowano o wyborze prezydenta również w wolnych wyborach.

## Literatura
- W. Roszkowski, Półwiecze. Historia polityczna świata po 1945 roku, wyd. 4, Warszawa 2003, s. 394.